# Línea 12 del Metro de Shanghái
La línea 12 es una línea noreste-suroeste de la red del Metro de Shanghái a través de la ciudad, desde Minhang hasta Pudong.

## Estaciones[1]
| Nombre de la estación Castellano   | Nombre de la estación Hanzi | Transbordo                         | Localización |
|                                    |                             |                                    |              |
| Calle Qixin                        | 七莘路                      |                                    | Minhang      |
| Calle Hongxin                      | 虹莘路                      |                                    | Minhang      |
| Calle Gudai                        | 顾戴路                      |                                    | Minhang      |
| Calle Donglan                      | 东兰路                      |                                    | Minhang      |
| Calle Hongmei                      | 虹梅路                      |                                    | Minhang      |
| Calle Hongcao                      | 虹漕路                      |                                    | Xuhui        |
| Parque Guilin                      | 桂林公园                    |                                    | Xuhui        |
| Calle Caobao                       | 漕宝路                      |                                    | Xuhui        |
| Calle Longcao                      | 龙漕路                      |                                    | Xuhui        |
| Longhua                            | 龙华                        |                                    | Xuhui        |
| Calle Longhua Medio                | 龙华中路                    |                                    | Xuhui        |
| Calle Damuqiao                     | 大木桥路                    |                                    | Xuhui        |
| Calle Jiashan                      | 嘉善路                      |                                    | Xuhui        |
| Calle Shaanxi Sur                  | 陕西南路                    |                                    | Xuhui        |
| Calle Nanjing Oeste                | 南京西路                    | * * = transbordo fuera del sistema | Jing'an      |
| Calle Hanzhong                     | 汉中路                      |                                    | Jing'an      |
| Calle Qufu                         | 曲阜路                      |                                    | Jing'an      |
| Calle Tiantong                     | 天潼路                      |                                    | Jing'an      |
| Terminal Internacional de Cruceros | 国际客运中心                |                                    | Hongkou      |
| Tilanqiao                          | 提篮桥                      |                                    | Hongkou      |
| Calle Dalian                       | 大连路                      |                                    | Hongkou      |
| Parque Jiangpu                     | 江浦公园                    |                                    | Yangpu       |
| Calle Ningguo                      | 宁国路                      |                                    | Yangpu       |
| Calle Longchang                    | 隆昌路                      |                                    | Yangpu       |
| Calle Aiguo                        | 爱国路                      |                                    | Yangpu       |
| Isla de Fuxing                     | 复兴岛                      |                                    | Yangpu       |
| Calle Donglu                       | 东陆路                      |                                    | Pudong       |
| Calle Jufeng                       | 巨峰路                      |                                    | Pudong       |
| Calle Yanggao Norte                | 杨高北路                    |                                    | Pudong       |
| Calle Jinjing                      | 金京路                      |                                    | Pudong       |
| Calle Shenjiang                    | 申江路                      |                                    | Pudong       |
| Calle Jinhai                       | 金海路                      |                                    | Pudong       |